# Nord 4300
Le Nord 4300 était un avion de combat à décollage et atterrissage vertical, conçu au début des années 1960 par la société nationalisée Nord-Aviation.